# 西部的一百万种死法
是一部2014年塞思·麦克法兰执导的美国喜剧西部片，塞思·麥克法蘭、Alec Sulkin和Wellesley Wild编剧。Media Rights Capital制作，环球影业发行。塞思·麥克法蘭、查理兹·塞隆、連恩·尼遜、阿曼達·西耶弗里德、乔瓦尼·瑞比西、莎拉·席爾蔓和尼爾·柏德烈·夏里斯主演。美国于2014年5月30日上映。

## 剧情
1880年代的亚利桑那州，懦弱无为的阿尔伯特是一名牧羊人。他的漂亮女朋友路易丝移情别恋，甩了他并投入到富少福伊的怀抱。阿尔伯特面临的最大难题是如何打败情敌挽回女友芳心。此时一位神秘女子安娜来到镇上帮助他练习枪法，为他找回了夺回女友的信心。可是在相处中，阿尔伯特却慢慢爱上了安娜。紧接着安娜的恶棍通缉犯丈夫克林奇也跟随而至，面对克林奇的挑战，阿尔伯特最终在决斗中打败对手，赢得美人归。

## 演員
- 賽斯·麥克法蘭 飾演 艾伯特（Albert）
  - Mike Salazar 飾演 6歲的艾伯特
  - Preston Bailey 飾演 12歲的艾伯特
- 莎莉·賽隆 飾演 安娜（Anna）[6]
- 阿曼達·塞佛瑞 飾演 露易絲（Louise）[7]
- 連恩·尼遜 飾演 克林區（Clinch）[8]
- 喬凡尼·瑞比西 飾演 愛德華（Edward）[8]
- 尼爾·哈里斯 飾演 福伊（Foy）
- 莎拉·席佛曼 飾演 露絲（Ruth）
- Christopher Hagen 飾演 喬治史塔克（George Stark）
- 韋斯·斯塔蒂 飾演 科奇斯酋長（Chief Cochise）[9]
- 雷斯·林恩（英语：Rex Linn） 飾演 警長（Sheriff/Narrator）
- 艾利克斯·布斯汀 飾演 米莉（Millie）
- 拉爾夫·加曼 飾演 丹（Dan）
- 約翰·艾偉德（英语：John Aylward） 飾演 威爾森牧師（Pastor Wilson）
- 艾米克·布蘭拉姆（英语：Amick Byram） 飾演 馬克思索頓（Marcus Thornton）
- 伊凡·瓊斯（英语：Evan Jones (actor)）} 飾演 路易斯（Lewis）
- Dylan Kenin 飾演 牧師的兒子
- 麥特·克拉克（英语：Matt Clark (actor)） 飾演 老採礦者（Old Prospector）

## 制作
2012年12月3日开始筹备，为塞思·麥克法蘭继2012年作品《泰迪熊》之后执导的第二部作品。2013年5月6日开拍，取景地位于新墨西哥州，包括Santa Fe Studio。同年8月9日杀青。

## 评价
烂番茄新鲜度33%，Metacritic上40家媒体综评44分，口碑不好。《华盛顿邮报》给63分：影片真正的问题在于其剪辑方式，可能片中有一百万个笑点，但是其中只有一半是好笑的。《坦帕湾时报》给42分：塞思·麥克法蘭似乎忘记了电影标准的节奏、角色刻画和有意义的情感描述，导致本片沦为一部慢吞吞、过于简单的而且愚蠢肮脏的作品。
被《时代杂志》评为年度十大差片第二名。

## 票房
美国首周末收获1707万美元列第三位。次周末收719万列第五。